# Ованнисян, Ваня Вагикович
Ваня Вагикович Ованнисян (арм. Վանյա Հովհաննիսյան, 3 марта 1955, пгт Ахта) — бывший депутат парламента Армении.
- 1975—1980 — Ереванский политехнический институт. Инженер-строитель.
- 1973—1975 — служил в советской армии.
- 1976—1980 — старший техник в институте «Айпетнахагиц».
- 1980—1983 — работал на Чаренцаванском строительном управлении «Верчин», начальник управления, начальник производственного отдела.
- 1983—1988 — начальник капитально-строительного отдела Чаренцаванского горсовета.
- 1989—1992 — главный инженер Чаренцаванского «Ардшибанк».
- 1991—1995 — депутат Чаренцаванского горсовета.
- 1999—2003 — депутат парламента. Член постоянной комиссии по государственно-правовым вопросам. Член партии «НДП».